# Pseudomonardia glacialis
Pseudomonardia glacialis är en tvåvingeart som beskrevs av Jaschhof 2003. Pseudomonardia glacialis ingår i släktet Pseudomonardia och familjen gallmyggor. Inga underarter finns listade i Catalogue of Life.